# Mi bemol

Mi bemol (Mi♭ na notação europeia e E♭ na americana) é uma nota musical um semitom acima de ré e uma abaixo de mi. É, pois, enarmônica das notas ré sustenido e fá dobrado bemol.

## Altura
No temperamento igual, o mi bemol que fica logo acima do dó central do piano (E♭4) tem a freqüência aproximada de 312 Hz. Tem dois enarmônicos, D♯ e F♭♭.